# Songs for a Passerby
Songs for a Passerby is een Nederlandse surrealistische virualreality-film uit 2023, geregisseerd door Celine Daemen en geschreven door Olivier Herter. Tijdens de 80e editie van het Filmfestival van Venetië werd deze VR-film bekroond met de Venice Immersive Grand Prize.

## Synopsis
Songs for a Passerby is een virtualreality-ervaring, waarin de toeschouwer met een VR-bril door een verlaten oud-Europese stad loopt. De film volgt de verspringende logica van een droom. De toeschouwer wordt zelf de protagonist, en trekt als passant voorbij aan verschillende scènes. Zo loopt de toeschouwer langs een paard dat ligt te sterven, zingt er een groep voorbijgangers in de stad een prevelend koorstuk en worden de gedachten hoorbaar van metroreizigers. Een piepende straathond vormt voor de toeschouwer de gids. In de slotscène komt zowel de straathond als de toeschouwer een 3D spiegelbeeld van zichzelf tegen.

## Productie
De film is genre-overstijgend en gebruikt elementen uit de muziek, beeldende kunst, opera, film, literatuur en nieuwe media. Regisseur Daemen omschreef de film zelf als een opera, aangezien tijdens de ontwikkeling met name de muzikale dramaturgie voor haar van belang was.

### Release en ontvangst
Songs for a Passerby ging op 30 augustus 2023 in première in de officiële competitie van Venice Immersive van het Filmfestival van Venetië. In deze competitie won de film de prestigieuze Grand Prize. Dit is de hoofdprijs binnen het Extended Reality-onderdeel van de internationaal toonaangevende kunstmanifestatie Biënnale van Venetië. De jury noemde het werk een mijlpaal binnen VR-cinema en prees de emotionele impact en virtuositeit van het werk. In Nederland ging de VR-ervaring in première in het Muziekgebouw in Amsterdam. Songs for a Passerby werd nationaal en internationaal goed ontvangen.
Op 10 maart 2024 beleefde de film de Noord-Amerikaanse première tijdens het South by Southwest-festival.
Op 8 juli 2024 werd bekendgemaakt dat Songs for a Passerby is geselecteerd voor een Gouden Kalf voor Beste Digitale Cultuurproductie van 2024.

## Prijzen
| Jaar | Prijs                    | Categorie                    | Genomineerde(n)      | Uitslag  |
| ---- | ------------------------ | ---------------------------- | -------------------- | -------- |
| 2023 | Filmfestival van Venetië | Venice Immersive Grand Prize | Songs for a Passerby | Gewonnen |